# 岩蕨
岩蕨（学名：Woodsia ilvensis）为岩蕨科岩蕨属下的一个种。

## 扩展阅读
維基物種上的相關：岩蕨